# Sala Miguel Hernández
La Sala Miguel Hernández és un equipament teatral municipal de Sabadell dedicat a la creació, la producció i la difusió d'espectacles familiars i escolars des de l'any 2006. Deu el nom a l'escriptor valencià Miguel Hernández. Anteriorment havia estat la sala d'actes del Grupo Escolar Presidente Kennedy –inaugurat l'any 1964–; més tard s'utilitzà com a sala de cinema amb programació oberta al barri de la Roureda i, ja amb el nom de Sala Miguel Hernández, també va fer funcions de teatre municipal.
L'equipament avui el gestiona LaSala, una iniciativa de l'Ajuntament de Sabadell i Rialles, amb el suport de l'Institut Català de les Empreses Culturals, el Departament de Benestar Social i Família de la Generalitat de Catalunya, l'Institut Nacional de les Arts Escèniques i de la Música del Ministeri de Cultura i la Fundació "la Caixa". LaSala treballa a partir de tres línies d'acció: la programació estable de cap de setmana dirigida al públic familiar –amb espectacles de música, teatre, dansa i altres gèneres–, un cicle per a educació infantil i un altre adreçat a primària i secundària. Des del 2005 impulsa el festival El Més Petit de Tots.
Avui l'auditori té capacitat per a 306 persones i disposa d'un escenari sense pendent i d'una petita cabina de control. L'edifici, de 809 m², consta d'una planta baixa i un petit soterrani, amb camerinos, sanitaris i dutxes. És annex a un bloc dels antics habitatges per a mestres del Grupo Escolar Presidente Kennedy, que l'any 1980 es passà a anomenar Escola Miguel Hernández i que l'any 1990 deixà de funcionar com a centre educatiu. Actualment la resta d'edificis estan cedits a entitats diverses.